# هيئة التنسيق الوطنية لقوى التغيير الديمقراطي
هيئة التنسيق الوطنية لقوى التغيير الديمقراطي أو كما تعرف اختصاراً هيئة التنسيق الوطنية جماعة سوريّة معارضة تتألف من عدّة أحزاب سياسيّة صغيرة وشخصيّات معارضة مستقلّة من داخل سورية وخارجها، تأسست هيئة التنسيق الوطنية عقب اجتماع ممثلي بعض الأحزاب السياسيّة السورية وبعض الشخصيات المعارضة المستقلّة في بلدة حلبون التابعة لمحافظة ريف دمشق في 6 تشرين الأول عام 2011.

## أهداف هيئة التنسيق
تختلف إستراتيجية هيئة التنسيق الوطنية لقوى التغيير الديمقراطي عن معظم فصائل المعارضة السورية، من حيث معارضتها الشديدة لأي شكل من أشكال التدخل الخارجي والتأكيد على سلمية الاحتجاجات، تهدف هيئة التنسيق الوطنية لقوى التغيير الديمقراطي بشكل أساسي إلى إسقاط النظام بكل رموزه وبناء نظام ديمقراطي وتعزيز الوحدة الوطنية.

## أحزاب الهيئة
تتألف هيئة التنسيق من عدّة أحزاب يساريّة سوريّة بما في ذلك الأحزاب الكرديّة الرئيسيّة الثلاث:
- الجمعية الأهلية لمناهضة الصهيونية
- حزب الاتحاد الاشتراكي العربي الديمقراطي
- حزب العمل الشيوعي السوري
- الحزب الشيوعي السوري- المكتب السياسي
- حزب البعث الديقراطي العربي الاشتراكي
- الحزب الديموقراطي الاجتماعي (قيد التأسيس)
- تيار سبت (سورية للبناء والتغيير)
- شخصيات مستقلة
- حركة الاشتراكيين العربي

قائمة بأسماء قيادات هيئة التنسيق الوطنية في الداخل أولا:

## المكتب التنفيذي
أعضاء المكتب التنفيذي لهيئة التنسيق الوطنية في سوريا (8/8/2022)
تم انتخاب المكتب التنفيذي الجديد على الشكل التالي حسب الأحزاب وفق النسب المقررة في النظام الداخلي من السادة مع حفظ الألقاب:
1) حسن عبد العظيم.
2) هاشم حسون.
3) عمر الخطيب.
4) أحمد العسراوي.
5) محمد زكي هويدي.
6) حسين نور الدين.
7) محمد علي صايغ.
8) عبد القهارسعود.
9) صفوان عكاش.
10) بسام سفر.
11) محمد سيد رصاص.
12) نشأة طعيمة.
13) محمود جديد.
14) محمد فاضل فطوم.
15) يحيى عزيز.
16) فاتن العطار.
17) اياد التقي.
18) هند بوظو.
19) منذر اسبر.
20) مصطفى المعلم.
21) علي الخطيب.
22) ادوار حشوة.
23) انور اليوسف.

## قيادات المهجر
قائمة بأسماء قيادات هيئة التنسيق الوطنية في المهجر أول:

### الشباب
ألمانيا حسام قعدوني
بلجيكا صهيب رزوق
بلجيكا محمد العكش
ألمانيا ديمة الشمعة
ألمانيا فارس الحمد
ألمانيا محمد جمعة
ألمانيا نهلة سلمة
بريطانيا خلف داهوود
بلجيكا ردوي حمه
بلجيكا قهرمان محمد
ثالثـــــا: المستقــــــــــلون
فرنسا هيثم مناع
أمريكا خلدون الأسود
ألمانيا فادي المسالمة
فرنسا نوار عطفه
إيطاليا أسامة الطويل
ألمانيا سلم سعيد
التشيك مأمون خليفة
ألمانيا ريم فرحة
السويد محمد خليفة
السويد ماجد حبو

### أعضاء المكتب التنفيذي في المهجـر
فرنسا منذر اسبر. فاتن العطار. 
الولايات المتحدة  محمود جديد.  ادوار حشوة. 
تركيا مصطفى المعلم. هند بوظو. انور اليوسف. 
المملكة العربية السعودية اياد التقي.

## روابط خارجيّة
- الموقع الرسسمي لهيئة التنسيق الوطنية لقوى التغيير الديمقراطي
- صفحة هيئة التنسيق الوطنية لقوى التغيير الديمقراطي  على فيسبوك.على الفيسبوك.

```
على تويتر.
```